# Isteni műszak
Isteni műszak ("gudomligt arbetspass") är en ungersk svart komedifilm från 2013 i regi av Márk Bodzsár, med András Ötvös, Roland Rába och Tamás Keresztes i huvudrollerna. Den utspelar sig i Budapest 1992 och handlar om en flykting från bosnienkriget som får arbete som ambulanssjukvårdare, och tjänar extra pengar genom att samarbeta med en begravningsentreprenör.
Handlingen är inspirerad av ett verkligt fall från Polen. Bodzsár skrev filmen med inspiration från amerikanska filmer från 90-talet av Quentin Tarantino och Joel och Ethan Coen. Budgeten var 305 miljoner forinter, varav 205 miljoner kom från Ungerska filmfonden. Inspelningen började i slutet av augusti 2012 och tog 42 dagar. Det var regissörens första långfilm.

## Medverkande
- András Ötvös som Milán
- Roland Rába som läkare
- Tamás Keresztes som lille Tamás
- Sándor Zsótér som begravningsentreprenör
- Natasa Stork som Miláns fästmö